# Таповець
Таповець (словац. Tapovec) — річка; притока Ублянки, протікає в окрузі Снина.
Довжина приблизно 7.2 км. Витік знаходиться в масиві Низькі Бескиди (геоморфологічна підодиниця Бескидське передгір'я — схил гори Доліна) на висоті приблизно 430 метрів. Впадає Малий Таповець.
Протікає територією сіл Колониця; Кальна Розтока і Кленова. Впадає в Ублянку на висоті приблизно 245—250 метрів.